# مارگریت دلورم
مارگریت آنه دلورم (زاده ۱۰ سپتامبر ۱۸۷۶ - درگذشته ۲۶ ژوئیه ۱۹۴۶) نقاش فرانسوی بود که به‌خاطر نقاشی‌های شرق‌شناس و ژانر خود شهرت داشت.

## زندگی‌نامه
دلورم در ۱۰ سپتامبر ۱۸۷۶ در لونویل فرانسه در خانواده ای از طبقه متوسط به دنیا آمد. پدرش، ادموند دلورم، پزشک نظامی بود و بعداً موزه لونویل را تأسیس کرد.
او علاقه اولیه خود را به هنر نشان داد. نقاشی‌های اولیه او مضامین محیط خانواده را به تصویر می‌کشد. او همچنین الهاماتی را در بریتانی پیدا کرد، جایی که تابستان را با خانواده مرسون گذراند.
او زیر نظر رافائل کولین، پل لروی و لوک اولیویه مرسون در کارگاه‌های خصوصی‌شان تحصیل کرد، اما نتوانست وارد مدرسه هنرهای زیبا شود که در آن زمان هنرمندان زن را نمی‌پذیرفت. در سال ۱۸۹۷، دلورم به عضویت انجمن هنرمندان فرانسوی درآمد که در آنجا نقاشی‌های خود را به نمایش گذاشت و در سال ۱۸۹۷ برنده جایزه افتخاری و در سال ۱۹۰۱ مدال درجه سوم شد.
در سال ۱۹۰۵، او برنده یک بورس تحصیلی شد که به او اجازه داد به ایتالیا سفر کند. این سفر او را با شرایط نوری متفاوتی آشنا کرد که روی استایل او تأثیر گذاشت. در طول جنگ جهانی اول، دلورم شروع به نقاشی تفنگداران سنگالی کرد که در «اردوگاه‌های زمستانی» با آنها روبرو می‌شدند. این آثار در سال ۱۹۲۱ ارائه شد و او برنده جایزه Compagnie Générale Transatlantique شد. پس از آن، او با سفر به مراکش، از مضامین شمال آفریقا الهام گرفت، جایی که او در سراسر کشور سفر کرد و صحنه‌های زندگی روزمره را نقاشی کرد. دلورم در ۲۶ ژوئیه ۱۹۴۶ در لیل فرانسه درگذشت. آثار او از ۱ ژانویه ۲۰۱۷ در مالکیت عمومی قرار گرفته‌است.
آموزش واقعی او به عنوان یک هنرمند در پاریس بوده‌است که احتمالاً در حدود سال‌های ۱۸۹۰–۱۸۹۵ آغاز شد. در آن زمان، زنان هنرمند عمدتاً در کارگاه‌های خصوصی (مانند آکادمی جولیان یا آکادمی کولاروسی)، که توسط نقاشانی که در سالن‌ها موفق بودند، تحصیل می‌کردند، مدرسه هنرهای زیبای پاریس فقط زنان را از سال ۱۸۹۷ با محدودیت‌های فراوان می‌پذیرفت. مارگریت دلورم، دانش‌آموز آکادمی ویتی، درس‌های طراحی و نقاشی را که در استودیوهای زنان ارائه می‌شد، گذراند.
تدریس در آنجا اساساً شبیه به آنچه در آکادمی جولیان ارائه می‌شود، الهام گرفته شده از تدریس در École des beaux-arts است که بر اساس مطالعه عتیقه و نقاشی، به ویژه سبک برهنه است. در تئوری، یادگیری با کپی برداری از حکاکی‌ها و گچ‌گیری‌ها قبل از رفتن به سراغ سوژه‌ها و مدل‌های زنده آغاز می‌شود. دانش آموز تنها زمانی می‌توانست نقاشی را آغاز کند که به طراحی کاملاً تسلط داشته باشد. آموزش مدل برهنه زن و مرد به دو صورت آقایان و خانم‌ها ارائه می‌شد. مدل‌های زن کاملاً برهنه و مدل‌های مرد با شلوار زیر ژست می‌گرفتند. مارگریت دلورم نزد نقاشان لوک اولیویه مرسون (۱۸۴۶–۱۹۲۰)، رافائل کولین (۱۸۵۰–۱۹۱۶) و پل لروی (۱۸۶۰–۱۹۴۲) تحصیل کرد و آموزش دید.
از سال ۱۸۹۵، در حالی که ۱۹ سال داشت، اولین آثر خود را به سالن انجمن هنرمندان فرانسوی که هر سال در پاریس برگزار می‌شود فرستاد: دو اثر او با عنوان Un coin d'atelier و Studio به نمایش کذاشته شدند. مشارکت او در طول دوران حرفه ای اش منظم بود. به موازات آن، از سال ۱۸۹۶ همچنین در سالن انجمن دوستان هنر لورن که هر سال در نانسی برگزار می‌شود، اثارش را به نمایش گذاشت. آثاری که او در این دو رویداد ارائه می‌کند اغلب یکسان است.
در سال ۱۸۹۷، مارگریت دلورم در بخش نقاشی در نمایشگاه هنرمندان فرانسوی برای نقاشی Au Val de Grâce که در آن به نمایندگی از پدرش، ادموند دلورم، به دانش‌آموزانش در بیمارستان نظامی Val-de تدریس می‌کرد، جایزه افتخاری گرفت.

## از بریتانیا تا جنوب فرانسه
مارگریت دلورم اقامت‌های زیادی در بریتانی داشت. او که دوستی با مادلین مرسون، دختر لوک-اولیویر مرسون داشت، از سال ۱۸۹۵، بخش زیادی از تعطیلات تابستانی خود را در فرانسیک، نزدیک Carantec، در خانه مرسون گذراند. مادلین همچنین مرتباً به دلورم در لونویل در قلعه بونوال فریسکاتی می‌آید.
از سال ۱۹۰۳، موضوع برتون در آثار او نفوذ کرد. صحنه‌های داخلی و همچنین مناظر در سالن‌های پاریس و نانسی ارائه می‌شد. نشریه نانسی گزارشی سالانه دربارهٔ آثار به نمایش گذاشته شده در نمایشگاه انجمن دوستان هنر لورن منتشر می کن. در سال ۱۹۰۲، روزنامه نانسی L' Impartial برای نقاشی La Grande Sœur، صحنه ای دیگر از برتون را منتشر کرد. در یک فضای داخلی تاریک، دختر بچه‌ای با لباس محلی خمیازه می‌کشد در حالی که با یک دست گهواره‌ای چوبی را که خواهر کوچکش در آن خوابیده‌است تاب می‌دهد.

## مراکش
او سال‌های اولیه‌اش را در فاس از شهرهای مراکش گذراند و سعی کرد نماینده مردم و آداب و رسوم مراکش باشد. او در نامه‌هایش می‌گوید که از فاطمای کوچکش می‌پرسد و در جشنواره‌های محلی مانند جشن گوسفندان شرکت می‌کند که در آن از غذا خوردن در خانواده سی اسلاوی (شاید نقاش قاب‌های او) می‌گوید.
او در مراکش خیلی نقاشی می‌کشد، به خصوص زنان مراکشی را به تصویر می‌کشد. به نظر می‌رسد او مجذوب این زنان است که حضور کم رنگی دارند و کمتر برای نقاشی حاضر می‌شوند. با این حال، برخی موافق ژست گرفتن هستند، اما او همچنین از روی طرح‌های خود استفاده می‌کند. او لباس‌های آن‌ها، صورت‌هایشان، فعالیت‌های روزانه‌شان، جواهراتشان را طراحی و نقاشی می‌کند. آثار او آزاد و رنگارنگ است.

## میراث
در سال ۲۰۱۳، موزه قصر لومیرز، مروری بر آثار دلورم برگزار کرد.

## نگارخانه

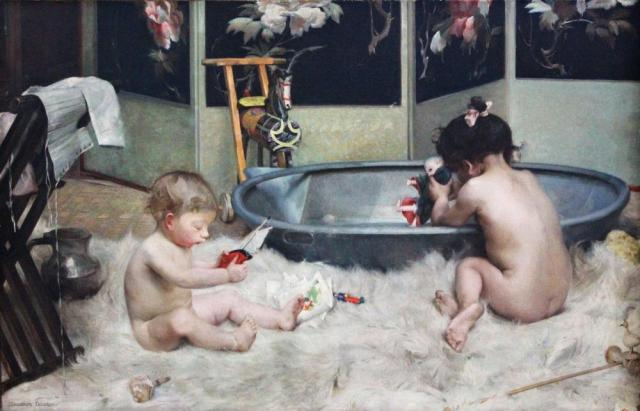
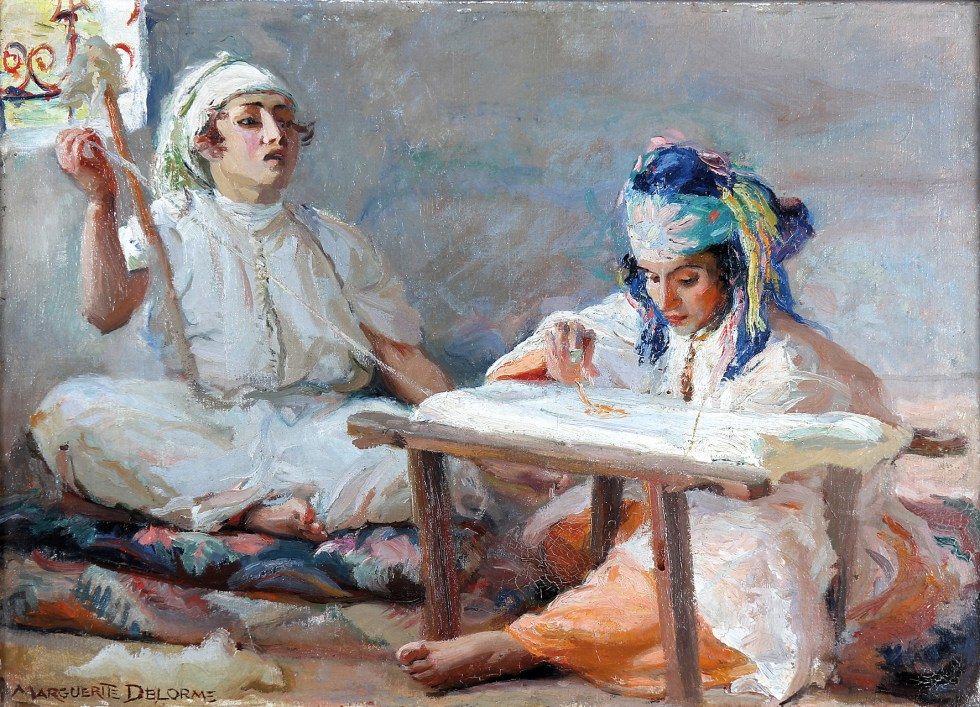